# Mary Imrie
Mary Louise Imrie (Toronto, 29 de agosto de 1918 - Edmonton, 11 de abril de 1988) foi uma arquiteta canadense. Ela foi uma das primeiras mulheres no Canadá a estabelecer um escritório de arquitetura, junto com sua parceira profissional e companheira Jean Wallbridge. Ela também é considerada a primeira arquiteta da cidade de Edmonton.

## Vida
Nascido em Toronto, Ontário, em uma família próspera, os pais de Imrie se mudaram para Edmonton, Alberta, quando ela tinha três anos de idade. Seu pai era John M. Imrie, editor de jornais de Edmonton e vencedor do prêmio Pulitzer. Ela estudou arquitetura primeiro na Universidade de Alberta e depois na Universidade de Toronto, se formando em 1944. De 1946 a 1949, trabalhou para a cidade de Edmonton como desenhista, juntamente com sua futuro parceira Jean Wallbridge. Enquanto estava lá, o município as enviou para a Europa para estudar os métodos de reconstrução pós-guerra. 
Em 1950, Imrie e Wallbridge formaram uma parceria comercial em Edmonton, trabalhando juntos até 1979, quando Wallbridge morreu. Construíram principalmente casas conhecidas por suas linhas elegantes e modernas. Eles também conseguiram vários contratos comerciais, como escolas primárias e moradias para idosos. 
Em 1957, o escritório delas ganhou um prêmio do Canadian Housing Design Council. Apesar do alto calibre de seu trabalho, como arquitetas mulheres elas tiveram mais dificuldade em obter comissões maiores. As mulheres da época eram frequentemente relegadas aos mercados residencial ou de interiores menos lucrativos. Imrie e Wallbridge também viajaram extensivamente, visitando vários continentes e escrevendo sobre suas experiências em uma revista de propriedade do Royal Architectural Institute of Canada.
Em relação ao seu trabalho profissional, Imbrie disse: "Foi uma rotina, em um mundo frio e duro. Mas eu gostaria de acrescentar, também foi gratificante e muito divertido!" Ela era membro do Instituto Real de Arquitetura do Canadá e da Associação de Arquitetos de Alberta. Uma bolsa recebeu seu nome na Universidade de Alberta, chamada "Mary Louise Imrie Graduate Student Award". Interessada pelas paisagens naturais de Alberta, Imrie deixou a maior parte de sua propriedade ao Parks Venture Fund de Alberta. Ela doou sua casa, a "Imirie House", bem como a terra localizada ao lado do rio North Saskatchewan.